# Ole Enersen
Ole Enersen, né le 6 septembre 2002 en Norvège, est un footballeur norvégien qui évolue au poste d'ailier gauche au Strømsgodset IF.

## Biographie

### En club
Né en Norvège, Ole Enersen commence le football au Åssiden IF (en) avant d'intégrer le centre de formation du Strømsgodset IF. Il s'entraîne avec l'équipe première à partir de janvier 2021 et le 4 mars 2021 il signe son premier contrat professionnel avec son club formateur.
Enersen joue son premier match en professionnel à l'occasion d'une rencontre d'Eliteserien, l'élite du football norvégien, le 24 mai 2021 face au Kristiansund BK. Il entre en jeu à la place de Tobias Fjeld Gulliksen et son équipe s'incline par un but à zéro.
Le 29 juin 2021, Enersen prolonge son contrat avec le Strømsgodset IF. Il est alors lié au club jusqu'en décembre 2024.
Enersen inscrit son premier but en professionnel le 18 juin 2022, à l'occasion d'une rencontre de championnat face au Sarpsborg 08 FF. Il ne peut toutefois empêcher son équipe de s'incline (5-1 score final).

### En sélection
Ole Enersen représente l'équipe de Norvège des moins de 20 ans, jouant deux matchs avec cette sélection en 2021.